# Daniela Rossella
Daniela Rossella (Milano, 2 aprile 1955) è un'indologa, filologa e traduttrice italiana.
Si occupa di letteratura in sanscrito, di religioni e filosofie dell'India e di indologia. È stata allieva di Carlo Della Casa; ha prestato servizio, come docente e come tutor di laureandi e specializzandi, presso l'Università degli Studi di Milano, l'Università Ca' Foscari di Venezia, la Libera Università di Lingue e Comunicazione (IULM) di Milano, l'Università di Potenza e il Conservatorio di Musica Arrigo Pedrollo di Vicenza.
Ha tradotto dal sanscrito opere di Kṣemendra, Amaruka, Kalyāṇamalla, Hāla, Jagannātha Paṇḍitarāja, Rāmacandra e Rasik Vihari Joshi. Si è anche occupata della posizione della donna nell'India antica e moderna e di alcune eroine delle epiche indiane (come Śakuntalā e Sītā), dedicandosi altresì all'esame della condizione femminile nel buddhismo indiano.
È sposata con il compositore italiano Emilio Ghezzi.

## Opere
- Kṣemendra, La perfetta cortigiana, versione dal sanscrito e note a cura di Daniela Sagramoso Rossella, Milano, Editoriale Nuova, 1984. OCLC 55523521
- Stanley A. Wolpert, Storia dell'India: dalle origini della cultura dell'Indo a oggi, Milano, Bompiani, 1985 (traduzione dall'inglese a cura di Daniela Rossella). Quarta edizione: Milano, Bompiani, 2000. ISBN 88-452-4636-1
- Daisaku Ikeda, Buddismo: il primo millennio, Milano, Bompiani, 1986 (traduzione dall'inglese a cura di Daniela Sagramoso Rossella). Ristampa: Milano, Sonzogno, 1996. ISBN 88-454-0915-5)
- Amaruka, Centuria d'amore (Śataka), versione dal sanscrito e note di Daniela Sagramoso Rossella, Venezia, Marsilio, 1989. ISBN 88-317-5254-5; ora in Poesia d'amore Indiana. Nuvolo messaggero, Centuria d'amore, Le stanze dell'amor furtivo, a cura di Giuliano Boccali, Marsilio, Venezia, 2002 ISBN 88-317-8090-5
- Robert H. Schuller, Sii felice: sei amato, Milano, A. Mondadori, 1989 (traduzione dall'inglese di Daniela Rossella). ISBN 88-04-30510-X
- Hāla, Le settecento strofe. Sattasaī, a cura di Giuliano Boccali, Cinzia Pieruccini e Daniela Sagramoso Rossella, Brescia, Paideia, 1990. ISBN 88-394-0445-7
- Luigi Pio Tessitori. Atti del convegno Internazionale di Udine (12-14 novembre 1987), curati per l'Associazione Italia-India di Venezia da Carlo Della Casa e Daniela Sagramoso Rossella, Brescia, Paideia, 1990. ISBN 88-394-0444-9
- Storia di Śakuntalā: Mahābhārata, 1, 62-69, cura, versione dal sanscrito e note di Daniela Rossella, Venezia, Marsilio, 1991. ISBN 88-317-5505-6
- D. Rossella, L'ottavina di Mayūra (Mayūrāṣṭaka), in Bandhu. Scritti in onore di Carlo Della Casa, Alessandria, Edizioni dell'Orso, 1996. ISBN 88-7694-243-2
- Kalyanamalla, Il teatro dell'amore. Anangaranga, cura, versione dal sanscrito e note di Daniela Rossella, Roma, Stampa Alternativa, 1998. ISBN 88-7226-422-7
- Kālidāsa, Come il Gange d'autunno è la mia bella, cura e versione dal sanscrito di Daniela Rossella, Roma, Stampa Alternativa, 2000. ISBN 9788872265819
- Jagannātha Paṇḍitarāja, Passioni: Bhāminīvilāsa, cura, versione dal sanscrito e note di Daniela Rossella, Viterbo, Stampa Alternativa, 2001. ISBN 88-7226-612-2
- Jayadeva, Piccolo Kamasutra, testo sanscrito e traduzione a cura di D. Rossella, Roma Stampa Alternativa, 2001. ISBN 8872266491
- D. Rossella, India and Western Melodramas, Parma, Oca del Cairo, 2001. ISBN 88-89750-07-3
- D. Rossella, Mad of Love, Mad for God, in Poetry, Drama, and Aesthetics, Papers of the 12th World Sanskrit Conference held in Helsinki, Finland, 13–18 July 2003, Edited by Albion M. Butters, Helsinki, Finnish Oriental Society, 2002. ISBN 978-952-7538-00-5
- D. Rossella, Centuria d'amore, in Giuliano Boccali.Poesia d'amore indiana, Venezia, Marsilio, 2002. pp. 87–143. ISBN 88-317-8090-5 (seconda edizione, 2009. ISBN 88-317-8090-5
- Mistica & erotica, a cura di Daniela Rossella, Modena, Yema, 2003. ISBN 88-88770-02-X
- L'amore in India. Un'antologia, cura, versione dal sanscrito e note di Daniela Rossella, Pisa, Dedizioni, 2008.
- D. Rossella, Poetry and Poetic Devotionalism in the Indian and Western Traditions, Parma, L'Oca del Cairo, 2004. ISBN 88-89750-06-5
- D. Rossella, The Heroine in Lyrical and Rhetorical Indian Literature, in Aspects of the Female in Indian Culture, Marburg, Indica et Tibetica Verlag, 2004. ISBN 3-923776-44-6
- Rasik Vihari Joshi, Vita di un saggio (Shri-Ramapratapa-charita): Śrīrāmapratāpacaritamahākāvya: il poema delle gesta del venerabile Rāmpratāp, cura, versione dal sanscrito e note di Daniela Rossella, Parma, L'Oca del Cairo, 2005. ISBN 88-89750-08-1
- D. Rossella, Savouring God: nature, senses, and the taste of the Divine in Indian and Western mystical poetry, in Cracow Indological Studies, Krakow, Ksiegarnia Akademika, 2005. ISBN 83-7188-847-3
- G. Ferrero Olivero, D. Rossella. Sita, un'opera inedita di Gustav Holst. Passioni dall'India all'Occidente, Parma, L'Oca del Cairo, 2007. ISBN 978-88-89750-10-0
- D. Rossella, The Other Half of Heaven: Women in Indian Civilisation, Gendering Asia Network Conference, Iceland, 2007. https://web.archive.org/web/20160304104431/http://www.genderingasia2007.niasconferences.dk/papers.php
- D. Rossella, … And soon it will be dawn”: some observations about the dawn-songs in Indian classical Poetry, in Cracow Indological Studies, Krakow, Ksiegarnia Akademika, 2007. ISSN 1732-0917 (WC · ACNP)
- Passioni dall'India. Un'antologia, cura, versione dal sanscrito e note di Daniela Rossella, Pisa, Dedizioni, 2008. ISBN 978-88-95613-03-1
- D. Rossella,  A new composition of the Dūtakāvya-genre: the Rathāṅgadūta, in Pandanus '08. Nature in Literature, Art, Myth and Ritual, Prague, Publications Of Charles University in Prague, 2008. ISSN 1802-7997 (WC · ACNP)
- D. Rossella, Satire, Wit and Humour on Kings and Ascetics in Kāvya Literature: He who laughs last, laughs best, in Kings and Ascetics in Indian Classical Literature, Milano, Cisalpino, 2009. ISBN 978-88-6521-005-5
- D. Rossella, Nature and inner peace in the Theragāthās, in Pandanus '09. Nature in Literature, Art, Myth and Ritual, Prague, Publications Of Charles University in Prague, 2009. ISSN 1802-7997 (WC · ACNP)
- D. Rossella, Lo Śṛṅgārarasāṣṭaka attribuito a Kālidāsa (e qualche riflessione sul kāvya), in Tīrthayātrā. Essays in Honour of Stefano Piano, Alessandria, Edizioni dell'Orso, 2010. ISBN 978-88-6274-204-7
- D. Rossella, On the Origins of Kāvya: A Never-Ending Story?, Prague, Publications Of Charles University in Prague, 2011. ISSN 1802-7997 (WC · ACNP)
- D. Rossella, Women sing the Nirvāṇa: Poetry and Faith in the Therigāthās, in Stilistic Devices in Indian Literature and Arts, Milano, Edited by Giuliano Boccali, Elena Mucciarelli, Cisalpino, 2013. ISBN 978-88-205-1056-5
- D. Rossella, I personaggi femminili (nayika) nella lirica indiana classica, Parma, L'Oca del Cairo, 2013. ISBN 978-88-89750-15-5
- D. Rossella, Haṃsadūta e Il mazzolino dei piaceri d'amore (Jayadeva, Ratimañjari), in L'universo di Kāma, Torino, Einaudi, 2014, pp. 181–213 e 499-508. ISBN 978-88-06-18991-4
- D. Rossella (a cura di), Toru Dutt, Antiche Ballate e leggende dell'Hindustan; traduzioni dall'inglese di Virginia Del Re McWeeny, Pisa, ETS, 2014. ISBN 978-88-205-1056-5
- D. Rossella, Flora and Fauna in Toru Dutt's Letters and Ballads. Part One: Flora in the Letters, in Pandanus '15/2. Nature in Literature, Art, Myth and Ritual, Prague, Publications Of Charles University in Prague, 2015. ISSN 1802-7997 (WC · ACNP)
- D. Rossella, Meat & flesh: A reading of Anita Desai’s Fasting, Feasting, in A World of Nourishment Reflections on Food in Indian Culture, in CONSONANZE, Collana del Dipartimento di Studi Letterari, Filologici e Linguistici dell’Università degli Studi di Milano, Milano, 2016
- D. Rossella, Le Therī e Māra il Maligno: il buddhismo al femminile, in Anantaratnaprabhava. Studi in onore di Giuliano Boccali, A cura di Alice Crisanti, Cinzia Pieruccini, Chiara Policardi, Paola M. Rossi, Vol. I, Milano, Ledizioni, 2017, pp. 183-193. ISBN 978-88-6705-680-4
- D. Rossella, Induismo. Religiosità, pensiero, letteratura, Milano, Guerini e Associati, 2018. ISBN 9788862507141
- D. Rossella,  Buddhismo al femminile. Therīgāthā. Le Poesie spirituali delle monache. Con una introduzione alla dottrina del Buddha e la storia dell’ordine monastico delle donne, Milano, Guerini e Associati, 2019, ISBN 978-88-6250-787-5